# Motocross-Weltmeisterschaft

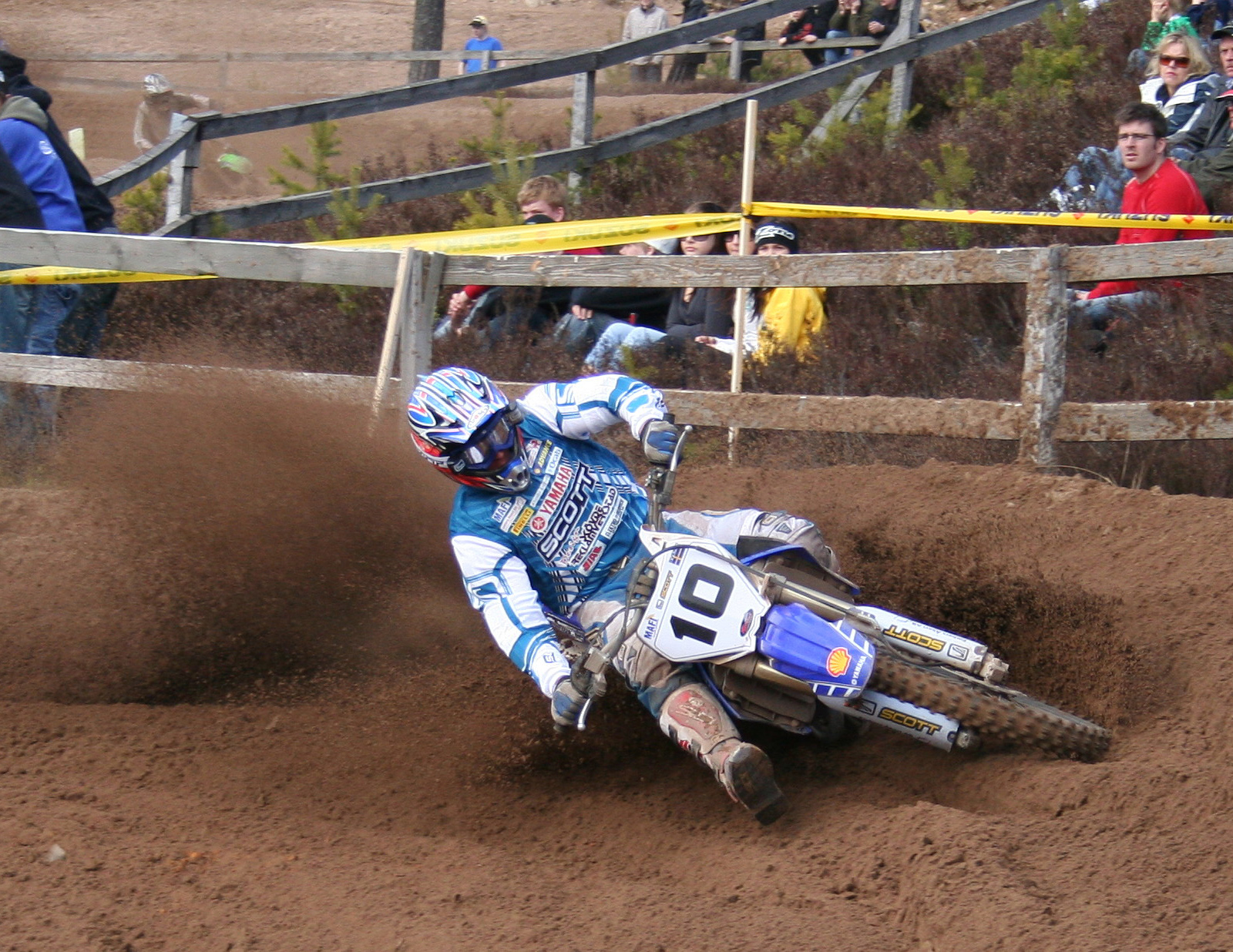
Motocross

Die Motocross-Weltmeisterschaft ist eine von der FIM seit 1957 ausgetragene Veranstaltungsserie im Motocross. Die Weltmeisterschaft wird in verschiedenen Ländern mit mehreren Läufen pro Grand Prix ausgetragen. Weltmeister wird der Fahrer mit den meisten WM-Punkten. Daneben findet mit dem separaten Motocross of Nations eine Mannschaftsmeisterschaft statt.
Bis 2002 erfolgte die Austragung der Motocross-Weltmeisterschaft in drei Klassen, die durch Hubraumbegrenzungen (bis 125 cm³, bis 250 cm³ und bis 500 cm³) unterschieden wurden. Aufgrund dieser technischen Vorgaben wurden nur Zweitaktmotoren eingesetzt. Im Jahre 2003 wurde die neue Klasse „Motocross GP“ analog der MotoGP-Klasse in der Straßenweltmeisterschaft eingeführt. Zugelassen in dieser Klasse waren Motorräder mit Zweitaktmotoren und maximal 250 cm³ und Viertaktmotoren mit 450 cm³ Hubraum. In der kleinen Klasse (125) wurden zusätzlich Viertaktmotoren bis 250 cm³ zugelassen. In der großen Klasse (500) wurde der Hubraum auf maximal 650 cm³ begrenzt.
Seit 2004 wird die Weltmeisterschaft in den Klassen MX1 (250-cm³-Zweitakt- und 450-cm³-Viertaktmotoren), MX2 (125-cm³-Zweitakt- und 250-cm³-Viertaktmotoren) und MX3 (500-cm³-Zweitakt- und 650-cm³-Viertaktmotoren) ausgetragen.
Mit Abschluss der Saison 2013 wurde die bis dahin geltende Königsklasse MX3 (500-cm³-Zweitakt- und 650-cm³-Viertaktmotoren) abgeschafft. In diesem Zusammenhang wurde die MX1-Klasse in MXGP (250-cm³-Zweitakt- und 450-cm³-Viertaktmotoren) umbenannt und somit zur neuen Königsklasse. Die MX2-WM (125-cm³-Zweitakt- und 250-cm³-Viertaktmotoren) blieb unverändert.
Die Motocross-WM wird also seit Beginn Saison 2014 in zwei Klassen ausgetragen: MXGP und MX2.

## Weltmeister 1957–2002
| Jahr | 250 cm³            | 250 cm³   | 125 cm³            | 125 cm³   | 500 cm³          | 500 cm³   |
| ---- | ------------------ | --------- | ------------------ | --------- | ---------------- | --------- |
| 1957 | –                  | –         | –                  | –         | Bill Nilsson     | A.J.S.    |
| 1958 | –                  | –         | –                  | –         | René Baeten      | FN        |
| 1959 | –                  | –         | –                  | –         | Sten Lundin      | Monark    |
| 1960 | –                  | –         | –                  | –         | Bill Nilsson     | Husqvarna |
| 1961 | –                  | –         | –                  | –         | Sten Lundin      | Lito      |
| 1962 | Torsten Hallman    | Husqvarna | –                  | –         | Rolf Tibblin     | Husqvarna |
| 1963 | Torsten Hallman    | Husqvarna | –                  | –         | Rolf Tibblin     | Hedlund   |
| 1964 | Joël Robert        | ČZ        | –                  | –         | Jeff Smith       | BSA       |
| 1965 | Wiktor Arbekow     | ČZ        | –                  | –         | Jeff Smith       | BSA       |
| 1966 | Torsten Hallman    | Husqvarna | –                  | –         | Paul Friedrichs  | ČZ        |
| 1967 | Torsten Hallman    | Husqvarna | –                  | –         | Paul Friedrichs  | ČZ        |
| 1968 | Joël Robert        | ČZ        | –                  | –         | Paul Friedrichs  | ČZ        |
| 1969 | Joël Robert        | ČZ        | –                  | –         | Bengt Aberg      | Husqvarna |
| 1970 | Joël Robert        | Suzuki    | –                  | –         | Bengt Aberg      | Husqvarna |
| 1971 | Joël Robert        | Suzuki    | –                  | –         | Roger DeCoster   | Suzuki    |
| 1972 | Joël Robert        | Suzuki    | –                  | –         | Roger DeCoster   | Suzuki    |
| 1973 | Håkan Andersson    | Yamaha    | –                  | –         | Roger DeCoster   | Suzuki    |
| 1974 | Gennadi Moissejew  | KTM       | –                  | –         | Heikki Mikkola   | Yamaha    |
| 1975 | Harry Everts       | Puch      | Gaston Rahier      | Suzuki    | Roger DeCoster   | Suzuki    |
| 1976 | Heikki Mikkola     | Husqvarna | Gaston Rahier      | Suzuki    | Roger DeCoster   | Suzuki    |
| 1977 | Gennadi Moissejew  | KTM       | Gaston Rahier      | Suzuki    | Heikki Mikkola   | Yamaha    |
| 1978 | Gennadi Moissejew  | KTM       | Akira Watanabe     | Suzuki    | Heikki Mikkola   | Yamaha    |
| 1979 | Håkan Carlqvist    | Husqvarna | Harry Everts       | Suzuki    | Graham Noyce     | Honda     |
| 1980 | Georges Jobé       | Suzuki    | Harry Everts       | Suzuki    | André Malherbe   | Honda     |
| 1981 | Neil Hudson        | Yamaha    | Harry Everts       | Suzuki    | André Malherbe   | Honda     |
| 1982 | Danny LaPorte      | Yamaha    | Eric Geboers       | Suzuki    | Brad Lackey      | Suzuki    |
| 1983 | Georges Jobé       | Suzuki    | Eric Geboers       | Suzuki    | Håkan Carlqvist  | Yamaha    |
| 1984 | Heinz Kinigadner   | KTM       | Michele Rinaldi    | Suzuki    | André Malherbe   | Honda     |
| 1985 | Heinz Kinigadner   | KTM       | Pekka Vehkonen     | Cagiva    | David Thorpe     | Honda     |
| 1986 | Jacky Vimond       | Yamaha    | Dave Strijbos      | Cagiva    | David Thorpe     | Honda     |
| 1987 | Eric Geboers       | Honda     | John Van den Berk  | Yamaha    | Georges Jobé     | Honda     |
| 1988 | John Van den Berk  | Yamaha    | Jean-Michel Bayle  | Honda     | Eric Geboers     | Honda     |
| 1989 | Jean-Michel Bayle  | Honda     | Trampas Parker     | KTM       | David Thorpe     | Honda     |
| 1990 | Alessandro Puzar   | Suzuki    | Donny Schmit       | Suzuki    | Eric Geboers     | Honda     |
| 1991 | Trampas Parker     | Honda     | Stefan Everts      | Suzuki    | Georges Jobé     | Honda     |
| 1992 | Donny Schmit       | Yamaha    | Greg Albertyn      | Honda     | Georges Jobé     | Honda     |
| 1993 | Greg Albertyn      | Honda     | Pedro Tragter      | Suzuki    | Jacky Martens    | Husqvarna |
| 1994 | Greg Albertyn      | Suzuki    | Bobby Moore        | Yamaha    | Marcus Hansson   | Honda     |
| 1995 | Stefan Everts      | Kawasaki  | Alessandro Puzar   | Honda     | Joël Smets       | Husaberg  |
| 1996 | Stefan Everts      | Honda     | Sebastien Tortelli | Kawasaki  | Shayne King      | KTM       |
| 1997 | Stefan Everts      | Honda     | Alessio Chiodi     | Yamaha    | Joël Smets       | Husaberg  |
| 1998 | Sebastien Tortelli | Kawasaki  | Alessio Chiodi     | Husqvarna | Joël Smets       | Husaberg  |
| 1999 | Frederic Bolley    | Honda     | Alessio Chiodi     | Husqvarna | Andrea Bartolini | Yamaha    |
| 2000 | Frederic Bolley    | Honda     | Grant Langston     | KTM       | Joël Smets       | KTM       |
| 2001 | Mickael Pichon     | Suzuki    | James Dobb         | KTM       | Stefan Everts    | Yamaha    |
| 2002 | Mickael Pichon     | Suzuki    | Mickael Maschio    | Kawasaki  | Stefan Everts    | Yamaha    |

## Weltmeister 2003–2013
| Jahr | MX1/Motocross-GP   | MX1/Motocross-GP | MX2/125            | MX2/125  | MX3/650                | MX3/650 |
| ---- | ------------------ | ---------------- | ------------------ | -------- | ---------------------- | ------- |
| 2003 | Stefan Everts      | Yamaha           | Steve Ramon        | KTM      | Joël Smets             | KTM     |
| 2004 | Stefan Everts      | Yamaha           | Ben Townley        | KTM      | Yves Demaria           | KTM     |
| 2005 | Stefan Everts      | Yamaha           | Antonio Cairoli    | Yamaha   | Sven Breugelmans       | KTM     |
| 2006 | Stefan Everts      | Yamaha           | Christophe Pourcel | Kawasaki | Yves Demaria           | KTM     |
| 2007 | Steve Ramon        | Suzuki           | Antonio Cairoli    | Yamaha   | Yves Demaria           | Yamaha  |
| 2008 | David Philippaerts | Yamaha           | Tyla Rattray       | KTM      | Sven Breugelmans       | KTM     |
| 2009 | Antonio Cairoli    | Yamaha           | Marvin Musquin     | KTM      | Pierre-Alexandre Renet | Suzuki  |
| 2010 | Antonio Cairoli    | KTM              | Marvin Musquin     | KTM      | Carlos Campano Jimenez | Yamaha  |
| 2011 | Antonio Cairoli    | KTM              | Ken Roczen         | KTM      | Julien Bill            | Honda   |
| 2012 | Antonio Cairoli    | KTM              | Jeffrey Herlings   | KTM      | Matthias Walkner       | KTM     |
| 2013 | Antonio Cairoli    | KTM              | Jeffrey Herlings   | KTM      | Klemen Gerčar          | Honda   |

## Weltmeister seit 2014
| Jahr |                  | MXGP   | MXGP             | MX2       | MX2 |
| ---- | ---------------- | ------ | ---------------- | --------- | --- |
| 2014 | Antonio Cairoli  | KTM    | Jordi Tixier     | KTM       |     |
| 2015 | Romain Febvre    | Yamaha | Tim Gajser       | Honda     |     |
| 2016 | Tim Gajser       | Honda  | Jeffrey Herlings | KTM       |     |
| 2017 | Antonio Cairoli  | KTM    | Pauls Jonass     | KTM       |     |
| 2018 | Jeffrey Herlings | KTM    | Jorge Prado      | KTM       |     |
| 2019 | Tim Gajser       | Honda  | Jorge Prado      | KTM       |     |
| 2020 | Tim Gajser       | Honda  | Tom Vialle       | KTM       |     |
| 2021 | Jeffrey Herlings | KTM    | Maxime Renaux    | Yamaha    |     |
| 2022 | Tim Gajser       | Honda  | Tom Vialle       | KTM       |     |
| 2023 | Jorge Prado      | GASGAS | Andrea Adamo     | KTM       |     |
| 2024 | Jorge Prado      | GASGAS | Kay de Wolf      | Husqvarna |     |